# Будапештський трамвай
Трамвайна мережа Будапешта (угор. Budapest villamosvonal-hálózata) —  трамвайна мережа, міста Будапешт, Угорщина. Трамвайні лінії є на другому місці за пасажиропотоком (після автобусної мережі), перевозячи більше людей, ніж міське метро .
Мережа експлуатується з 1866 року, як кінний трамвай і електрифікована з 1887 року, має довжину 157 км. Станом на 2021 рік вона складалася з 33 ліній: 26 основних і 7 додаткових ліній, позначених літерою «A» після номера маршруту, а також —  зубчастої залізниці (маршрут 60.). Трамвайна мережа є під орудою компанії «Budapesti Közlekedési Központ» та під наглядом спеціального центру при місцевому муніципалітеті.

## Історія

### Ранні роки
Першу кінну трамвайну лінію в Будапешті було відкрито 30 липня 1866 року, між Уйпешт-Вароскапу та Калвін-тер (через Ваці-ут). 
Приблизно за рік до цього, 22 травня 1865 року граф Шандор Каройї заснував компанію «Pesti Közúti Vaspálya Társaság» (PKVT). 
Незабаром було прокладено кінні трамвайні лінії і в Буді — вони були побудовані конкуруючою компанією BKVT.
До 1885 року в Будапешті було вже 15 ліній конки, але вже в ті роки стало очевидно, що ця технологія морально застаріла. 
Окремо в 1887 році була введена в експлуатацію парова приміська залізнична лінія від Козвагогіда до Сороксара, під орудою компанією HÉV; за нею незабаром збудовано ще дві аналогічні лінії.
Приблизно у той же час Мур Балаж запропонував побудувати в Будапешт нову електричну трамвайну мережу. 
Габор Барош, державний секретар Міністерства комунального господарства і транспорту того часу, санкціонував будівництво першої експериментальної трамвайної лінії між залізничною станцією  Ньюгат і Кіраллі-ут. 
Балаж об'єднав зусилля з «Siemens & Halske» і «Lindheim és Társa» і вони спільно утворили нову корпорацію: «Budapesti Városi Vasút» (BVV, «міські поїзди Будапешта»). Будівельні роботи, виконані Siemens & Halske, було розпочато 1 жовтня 1887 року, а сама лінія була відкрита 28 листопада 1887 року. 
Електрика подавалася потягам знизу, щоб уникнути кабелів, що звисають уздовж вулиць міста.
Другим кроком у розширенні мережі стали дві стандартні лінії шириною колії 1435 мм: 20 липня 1889 року було відкрито другу з них, що прямувала через Калвін-тер. Вона була спроектована таким чином, щоб у разі відключення електроенергії парові двигуни могли продовжити буксирувати вагони. Третя лінія, також мала стандартну калію, була відкрита 10 вересня. Варто відзначити будівництво у місті і підземної лінії (яка стала першою на європейському континенті), хоча безпосередньо до трамваю вона не відноситься.
У перші роки свого існування трамваї не мав номерів — для їх позначення використовувалися кольорові кола: червоний, зелений, синій або чорний диски, а також складніші знаки: червоний диск з вертикальною білою смугою або хрестом, білий диск із зеленою восьмикінечною зіркою і так далі. Незабаром така система стала заскладною, тому — близько 1900 року, коли було вже 30 ліній — кожна з них отримала свій номер. BVV (який став на той час BVVV) дісталися парні номери, а непарні були присвоєні лініям його конкурента — BKVT.
Мережа що динамічно розвивалася  призвела до появи нових компаній: дві з них обслуговували Упест і північну частину Пешту, а одна — Песстентлрюрінк, що в ті роки був самостійним містом. Ці компанії були об'єднані в 1923 році під назвою «Budapest Székesfővárosi Közlekedési Rt.» (BSZKRT). Свого піку кількість ліній досягла в 1939—1944 роки: тоді в місті їх діяло 66.

### Після Другої світової війни
Облога Будапешта під час  Другої світової війни привела до величезних руйнувань міської інфраструктури: багато будинків були зруйновані, а мости — знищені. Відновлення транспортної мережі стало найважливішим завданням: проте багато трамваїв були знищені або під час облоги і штурму міста, або — згоріли під час пожежі у  депо, що сталася в 1947 році. Можливо, це стало причиною, по якій міська влада запропонувала замінити частину трамваїв тролейбусними лініями. Поряд з фінансовими міркуваннями, тролейбуси були краще пристосовані для міського центру через більшу маневреність і менший шум.
Незважаючи на те, що деякі трамвайні лінії були скасовані на користь тролейбусних маршрутів — загальне розширення мережі не припинилося. Поруч із залізничною станцією Ньюгат була побудована нова трамвайна лінія для перевезення людей на заводи в Ангіальпольді та Уйпешт. Лінія № 4 також була розширена близько 1960 року. Реконструкція  моста Ержебет в 1964 році зіграла важливу роль у відродженні трамвайної мережі: п'ять ліній почали використовувати його відразу після відкриття.

## Рухомий склад

### Сьогоденний парк[2]
На квітень 2021
| Фото         | Серія                                      | Кількість вагонів | Кількість вагонів                                                                                           | Нумерація вагонів | Виробництво      | Транспортовано до Будапешту | Депо дислокації                           |
| Фото         | Сьогоденний                                | Первісний         | | Нумерація вагонів |                  |                             |                                           |
| ------------ | ------------------------------------------ | ----------------- | --- | --- | ---------------- | --------------------------- | ----------------------------------------- |
|              | , CSMG–1                                   | 3                 | (35) | 1301, 1313, 1318 | 1967–1968        | з 1967                      | Барошш, Будафок*, Ференцварош, Келенфельд |
| Ganz, CSMG–2 | 27                                         | (85)              | 1342, 1349, 1360, 1363–1366, 1369, 1402, 1404, 1407, 1418–1419, 1427, 1433–1434, 1437–1445, 1448, 1450–1451 | 1970–1972, 1975 | з 1970           |                             | Барошш, Будафок*, Ференцварош, Келенфельд |
| Ganz, CSMG–3 | 1                                          | (29)              | 1461 | 1977 | з 1977           | Келенфельд                  |                                           |
|              | Ganz, KCSV–7                               | 30                | 30 | 1321, 1325–1332, 1335–1337, 1339–1340, 1343–1348, 1350–1356, 1359, 1362, 1370 | 1997–1999        | з 1997                      | Ференцварош                               |
|              | ČKD, Tatra T5C5                            | 32                | (322) | 4000, 4014–4015, 4021, 4034–4036, 4044–4045, 4048, 4054–4055, 4154–4155, 4162, 4166–4167, 4171, 4200, 4272, 4277, 4288, 4320, 4322, 4325, 4332, 4335–4336, 4339, 4341, 4346, 4349 | 1978, 1980, 1984 | since 1978                  | Angyalföld, Baross, Budafok*              |
|              | ČKD, Tatra T5C5 Tatra T5C5K2 Tatra T5C5K2M | 288               | 288 | 4001–4004, 4005, 4006–4012, 4013, 4016–4020, 4022–4033, 4037–4043, 4046–4047, 4049–4053, 4056–4120, 4122–4153, 4156–4161, 4163–4165, 4168–4170, 4201, 4202–4221, 4223–4271, 4273–4276, 4278–4287, 4289–4319, 4321, 4323–4324, 4326–4331, 4333–4334, 4337–4338, 4340, 4342–4345, 4347–4348 | 2002–2004, 2009– | з 2003                      | Сепілона, Андьяльфельд                    |
|              | Duewag, TW 6000                            | 83                | (93) | 1500–1508, 1510–1521, 1523–1524, 1526–1528, 1531–1538, 1540–1564, 1566–1573, 1575–1587, 1589–1590, 1592 | 1975–1978        | з 2001                      | Ференцварош, Сава, Зугло                  |
| TW 6000      | 21                                         | 21                | 1600–1602, 1604, 1606–1607, 1610–1624                                                                       | 1980–1982 | з 2012           | Сава                        |                                           |
|              | Siemens Avenio                             | 39                | 39 | 2001–2040 | 2006–2007        | з 2006                      | Хунгаріа                                  |
|              | CAF Urbos 3 (9-модульний)                  | 22                | 22 | 2101–2122 | 2015–2025        | з 2016                      | Будафок*, Хунгаріа, Сава                  |
|              | CAF Urbos 3 (5-модульний)                  | 102               | 102 | 2201–2302 | 2015–2025        | з 2015                      | Будафок*, Хунгаріа, Сава                  |